# Liberales (Finlandia)
Liberales (Liberaalit) es un partido de libre mercado de Finlandia. Fundado en 1965 como una re-unificación del Partido de la Gente y la Liga liberal. Originalmente llamado Partido Liberal de la Gente (Liberaalinen Kansanpuolue), fue re-estilizado como Liberales (Liberaalit) en el 2000.
Los Liberales fue suprimido del registro de partidos en el 2007 después de no obtener ningún puesto en dos elecciones parlamentarias consecutivas.

## Líderes
- 1965–1968 Mikko Juva
- 1968–1978 Pekka Tarjanne
- 1978–1982 Jaakko Itälä
- 1982–1984 Arne Berner
- 1984–1990 Kyösti Lallukka
- 1990–1992 Kaarina Koivistoinen
- 1992–1993 Kalle Määttä
- 1993–1995 Tuulikki Ukkola
- 1995–1997 Pekka Rytilä
- 1997–2000 Altti Majava
- 2000–2001 Oili Korkeamäki
- 2001–2005 Tomi Riihimäki
- 2005–2008 Ilkka Innamaa
- 2008–2011 Kimmo Eriksson
- 2011– Jouni Flemming

## Elecciones
| Elección | Votos        | Votos | Escaños | Escaños | Resultado                         |
| Elección | N°           | %     | N°      | +/-     | Resultado                         |
| -------- | ------------ | ----- | ------- | ------- | --------------------------------- |
| 1966     | 153.259 (#5) | 6,47% | 9/200   | 5a      | Oposición                         |
| 1970     | 150.823 (#6) | 5,95% | 8/200   | 1       | Gobierno de coalición             |
| 1972     | 132.955 (#6) | 5,16% | 7/200   | 1       | Oposición (1972)                  |
| 1972     | 132.955 (#6) | 5,16% | 7/200   | 1       | Gobierno de coalición (1972–1975) |
| 1975     | 119.534 (#6) | 4,30% | 9/200   | 2       | Gobierno de coalición             |
| 1979     | 106.560 (#8) | 3,68% | 4/200   | 5       | Oposición (1979-1982)             |
| 1979     | 106.560 (#8) | 3,68% | 4/200   | 5       | Gobierno de coalición (1982–1983) |
| 1983b    |              |       |         |         | Gobierno de coalición             |
| 1987     | 27.824 (#11) | 1,00% | 0/200   |         | Extraparlamentario                |
| 1991     | 21.210 (#9)  | 0,80% | 1/200   | 1       | Oposición                         |
| 1995     | 16.247 (#11) | 0,60% | 0/200   | 1       | Extraparlamentario                |
| 1999     | 5.194 (#16)  | 0,19% | 0/200   |         | Extraparlamentario                |
| 2003     | 8.776 (#11)  | 0,31% | 0/200   |         | Extraparlamentario                |
| 2007     | 3.171 (#14)  | 0,11% | 0/200   |         | Extraparlamentario                |

a Respecto a la suma de los escaños obtenidos por el Partido Popular de Finlandia y la Liga Liberal en 1962.
b En las listas del Partido del Centro.
- Datos: Q613849